# مجله بلورنگاری شیمیایی
مجله بلورنگاری شیمیایی(به انگلیسی: Journal of Chemical Crystallography) یک مجله علمی با داوری همتا است که به انتشار دستاوردهای پژوهشی و مقالات مروری در زمینه بلورنگاری و طیف‌سنجی می‌پردازد. این ماهنامه توسط اشپرینگر ساینس+بیزینس مدیا منتشر می‌شود.
سردبیراین نشریه WT Pennington است. بر اساس گزارش استنادی مجلات، ضریب تأثیر این مجله در سال ۲۰۱۱ برابر با ۰٫۵۶۶ بوده‌است.